# Богомолов Олександр Олександрович (тенісист)
Олександр Олександрович «Алекс» Богомолов (англ. Alex Bogomolov, Jr.; нар. 23 квітня 1983 року в Москві, СРСР) — російський тенісист, до 2011 року виступав під прапором США.

## Загальна інформація

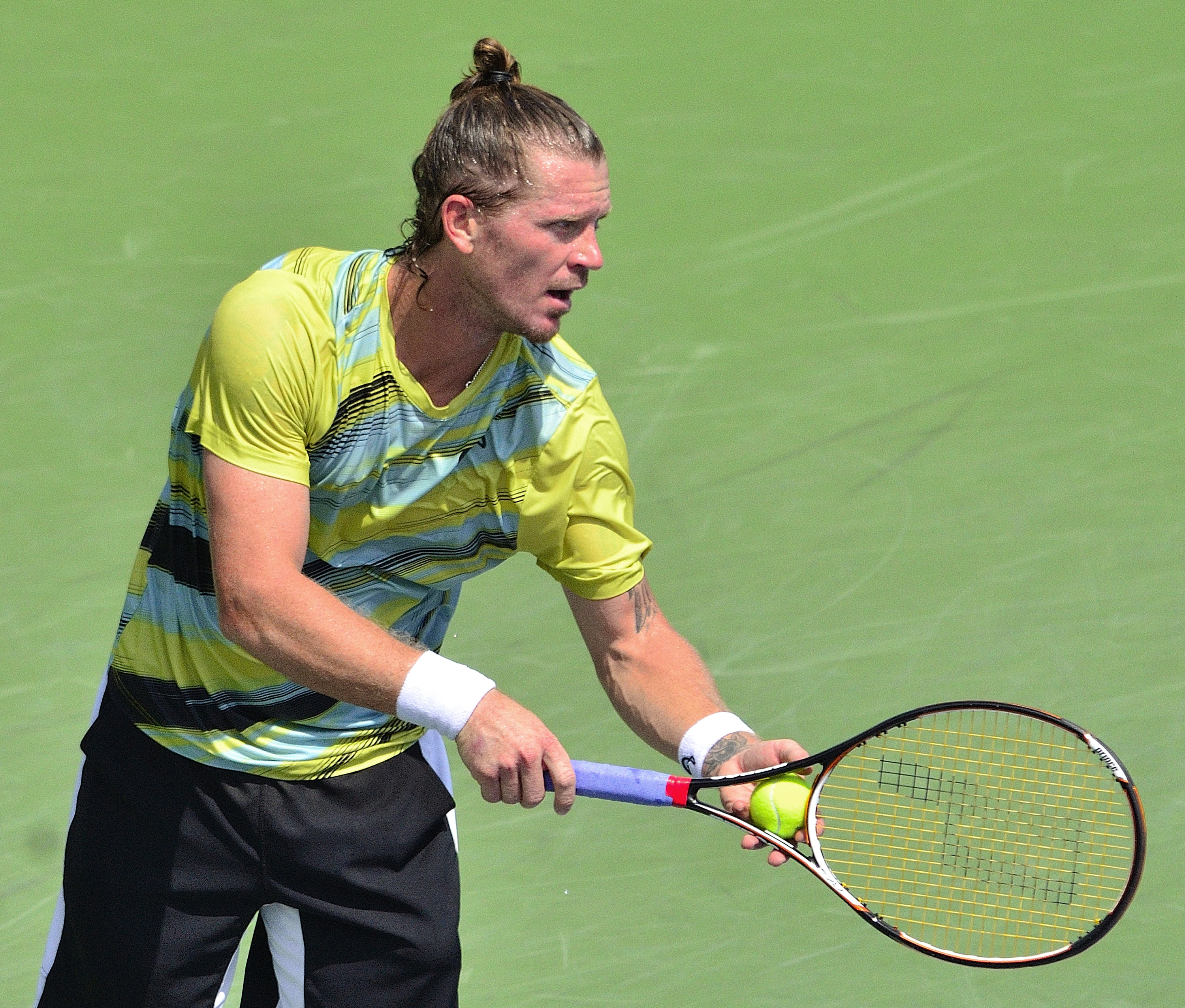
2013 рік

Був учнем Анатолія Лепешина.
Батько Богомолова — Олександр Богомолов-старший — також раніше грав в теніс і був тренером свого сина, а нині працює тренером в Федерації тенісу Росії. У 1992 році у віці дев'яти років Алекс переїхав з батьками жити в США. Першою дружиною Богомолова-молодшого була колега з тенісного туру — американка Ешлі Гарклроуд, з якою він прожив менше двох років і розлучився восени 2006 року. Друга дружина — бразилійка Луана; від неї у Олександра є одна дитина — син Меддокс.

## Спортивна кар'єра
У 2001 році дебютував в Світовому турі ATP на турнірі серії Великого шолома Відкритому чемпіонаті США, де в першому колі поступився аргентинцеві Давиду Налбандяну . У 2002 році виграє три турніру із серії ITF Futures і один турнір ATP Challenger Series, а в 2003 році до цієї перемоги додає ще три. На турнірі ATP в Ньюпорті він вперше в кар'єрі дійшов до чвертьфіналу турнірів такої категорії. У 2005 році виграє п'ятий в кар'єрі Challenger. У сезоні 2009 року, пробившись через кваліфікацію, зумів дійти до чвертьфіналу на турнірі в Індіанаполісі. Найуспішніший на даний момент в кар'єрі за виступами для Алекса стає 2011 рік. У лютому він дійшов до чвертьфіналу в Загребі і виграв Challenger в Далласі. У березні дійшов до третього кола на турнірі категорії ATP 1000 в Маямі, обігравши у другому колі 5-го в світі на той момент Енді Маррея 6-1, 7-5. У червні вийшов у чвертьфінал в Хертогенбосе, а також дійшов до третього раунду на Вімблдонському турнірі. У липні Богомолову вдається вийти в чвертьфінал в Ньюпорті, а потім в Лос-Анджелесі вперше в кар'єрі дійти до півфіналу на турнірі ATP. В кінці жовтня 2011 року він досяг найвищої для себе рядки в рейтингу тенісистів — 33-е місце.

## Рейтинг на кінець року
| Рік  | Одиночний рейтинг | Парний рейтинг |
| 2014 | 308               | 388            |
| 2013 | 88                | 505            |
| 2012 | 129               | 92             |
| 2011 | 34                | 114            |
| 2010 | 166               | 264            |
| 2009 | 309               | 562            |
| 2008 | 165               | 311            |
| 2007 | 189               | 288            |
| 2006 | 221               | 337            |
| 2005 | 217               | 300            |
| 2004 | 125               | 268            |
| 2003 | 115               | 183            |
| 2002 | 168               | 444            |
| 2001 | 700               | 1 445          |
| 2000 | 949               |                |

## Виступи на турнірах

### Фінали челленджерів і ф'ючерсів в одиночному розряді (23)

#### Перемоги (14)
| Титули             |
| Челленджери (10+5) |
| Ф'ючерси (4+1)     |

| Титули за покриттям | Титули за місцем проведення матчів турніру |
| ------------------- | ------------------------------------------ |
| Хард (13+4)         | Зал (2+1)                                  |
| Ґрунт (1+2)         | Зал (2+1)                                  |
| Трава (0)           | Відкрите повітря(12+5)                     |
| Килим (0)           | Відкрите повітря(12+5)                     |

| №   | Дата              | Турнір                       | Покриття | Суперник в фіналі      | Рахунок           |
| 1.  | 12 травня 2002    | Сьюдад Обрегон, Мексика      | Хард     | Хуан Карлос Арредондо  | 6-0 6-4           |
| 2.  | 26 травня 2002    | Лос-Кабос, Мексика           | Хард     | Віллем-Петрус Мейер    | 6-2 6-3           |
| 3.  | 16 червня 2002    | Канкун, Мексика              | Хард     | Мігель Гальярдо-Вальєс | 6-4 4-6 7-5       |
| 4.  | 24 листопада 2002 | Пуебла-де-Сарагоса, Мексика  | Хард     | Рік де Вуст            | 7-6(2) 6-3        |
| 5.  | 27 квітня 2003    | Леон-де-лос-Альдама, Мексика | Хард     | Жорж Бастль            | 7-6(4) 6-7(3) 6-4 |
| 6.  | 17 травня 2003    | Форест-Хілс, США             | Ґрунт    | Маріано Дельфіно       | 1-6 6-1 6-1       |
| 7.  | 19 жовтня 2003    | Тібурон, США                 | Хард     | Джефф Моррісон         | 7-6(4) 6-3        |
| 8.  | 24 липня 2005     | Тарзана, США                 | Хард     | Тьяго Алвес            | 6-3 6-2           |
| 9.  | 4 березня 2007    | Гарлінген, США               | Хард     | Віктор Естрелья Бургос | 6-4 6-1           |
| 10. | 3 червня 2007     | Карсон, США                  | Хард     | Кей Нісікорі           | 6-4 6-3           |
| 11. | 20 листопада 010  | Шампейн, США                 | Хард(i)  | Амер Деліч             | 5-7 7-6(6) 6-3    |
| 12. | 6 березня 2011    | Даллас, США                  | Хард(i)  | Райнер Шуттлер         | 7-6(5) 6-3        |
| 13. | 13 квітня 2013    | Гвадалахара, Мексика         | Хард     | Ражів Рам              | 2-6 6-3 6-1       |
| 14. | 12 травня 2013    | Куньмін, Китай               | Хард     | Рік де Вуст            | 6-3 4-6 7-6(2)    |

#### Поразки (9)
| №  | Дата             | Турнір                | Покриття | Суперник в фінаі   | Рахунок            |
| 1. | 14 липня 2002    | Гранбі, Канада        | Хард     | Петер Лучак        | 3-6 6-7(6)         |
| 2. | 11 квітня 2004   | Калабасас, США        | Хард     | Іво Карлович       | 6-7(3) 3-6         |
| 3. | 26 вересня 2004  | Пекін, Китай          | Хард     | Джастін Гімельстоб | 1-6 3-6            |
| 4. | 1 червня 2008    | Карсон, США           | Хард     | Амер Деліч         | 6-7(5) 4-6         |
| 5. | 30 серпня 2008   | Алма-Ата, Казахстан   | Ґрунт    | Себастьян Декуд    | 4-6 2-6            |
| 6. | 2 листопада 2008 | Пусан, Південна Корея | Хард     | Іво Мінарж         | 1-6 0-2 — відмова  |
| 7. | 1 травня 2011    | Сарасота, США         | Ґрунт    | Джеймс Блейк       | 2-6 2-6            |
| 8. | 8 травня 2011    | Прага, Чехія          | Ґрунт    | Лукаш Росол        | 6-7(1) 2-5 — отказ |
| 9. | 19 травня 2013   | Пусан, Південна Корея | Хард     | Дуді Села          | 1-6 4-6            |

### Фінали турнірівATPв парному розряді (2)

#### Перемога (1)
| Легенда                     |
| --------------------------- |
| Турніри Великого шолому (0) |
| Фінал АТР-туру (0)          |
| ATP Мастерс 1000 (0)        |
| АТР 500 (0)                 |
| АТР 250 (0+1)               |

| Титули за покриттям | Титули за місцем проведення матчів турніру |
| ------------------- | ------------------------------------------ |
| Хард (0+1)          | Зал (0)                                    |
| Ґрунт (0)           | Зал (0)                                    |
| Трава (0)           | Відкрите повітря(0+1)                      |
| Ковёр (0)           | Відкрите повітря(0+1)                      |

| №  | Дата          | Турнір       | Покриття | Партнер      | Суперники в фіналі           | Рахунок        |
| 1. | 24 липня 2011 | Атланта, США | Хард     | Меттью Ебден | Маттіас Бахінгер Франк Мозер | 3-6 7-5 [10-8] |

#### Поразки (1)
| № | Дата            | Турнір       | Покриття | Партнер     | Суперники в фіналі                | Рахунок        |
| 1 | 19 вересня 2004 | Пекін, Китай | Хард     | Тейлор Дент | Джастін Гімельстоб Грейдон Олівер | 6-4 4-6 6-7(6) |

### Фінали челленджерів і ф'ючерсів в парному розряді (17)

#### Перемоги (6)
| №  | Дата            | Турнір                   | Покриття | Партнер            | Суперники в фіналі                 | Рахунок           |
| 1. | 19 травня 2002  | Лорето, Мексика          | Хард     | Трейс Філдінг      | Сантьяго Гонсалес Бруно Ечагарай   | 6-3 7-6(4)        |
| 2. | 20 квітня 2003  | Сан-Луїс-Потосі, Мексика | Ґрунт    | Фредерік Німейер   | Александр Пея Маркус Ханчк         | 6-4 7-6(5)        |
| 3. | 20 липня 2003   | Гельсінки, Фінляндія     | Ґрунт(i) | Емін Агаєв         | Лассі Кетола Тімо Ніемінен         | 7-6(11) 4-6 6-3   |
| 4. | 24 липня 2005   | Тарзана, США             | Хард     | Тревіс Реттенмайєр | Роберт Сміц Натан Хілі             | 6-7(3) 7-6(7) 6-3 |
| 5. | 8 січня 2006    | Нумеа, Франція           | Хард     | Тодд Відом         | Ларс Бургсмюллер Денис Гремельмайр | 3-6 6-2 [10-6]    |
| 6. | 21 вересня 2008 | Вейко, США               | Хард     | Душан Вемич        | Ніколас Монро Альберто Френсіс     | 6-4 5-7 [10-8]    |

#### Поразки (11)
| №   | Дата              | Турнір                       | Покриття | Партнер            | Суперники в фіналі                     | Рахунок        |
| 1.  | 14 квітня 2002    | Кінгстон, Ямайка             | Хард     | Кері Франклін      | Філіп Губенко Трес Девіс               | 6-4 3-6 6-7(1) |
| 2.  | 16 червня 2002    | Канкун, Мексика              | Хард     | Франсиско Монтана  | Себастьян Декуд Ласаро Наварро-Батлес  | Без игры       |
| 3.  | 27 квітня 2003    | Леон-де-лос-Альдама, Мексика | Хард     | Алехандро Ернандес | Джордан Керр Ота Фукарек               | 6-4 3-6 4-6    |
| 4.  | 20 вересня 2003   | Сеул, Південна Корея         | Хард     | Джефф Салзенстейн  | Алекс Кім Ли Хьон Тхек                 | 6-1 1-6 4-6    |
| 5.  | 14 серпня 2005    | Бінгемтон, США               | Хард     | Тревіс Реттенмайер | Хантли Монтгомері Тріпп Філліпс        | 3-6 2-6        |
| 6.  | 30 вересня 2007   | Талса, США                   | Хард     | Брайан Вілсон      | Ражів Рам Боббі Рейнольдс              | 4-6 2-6        |
| 7.  | 30 серпня 2008    | Алма-Ата, Казахстан          | Ґрунт    | Сирим Абдухаліков  | Олександр Красноруцький Денис Молчанов | 6-3 3-6 [2-10] |
| 8.  | 28 вересня 2008   | Лаббок, США                  | Хард     | Душан Вемич        | Роман Борванов Артем Ситак             | 2-6 3-6        |
| 9.  | 14 листопада 2010 | Ноксвілл, США                | Хард(i)  | Алекс Кузнєцов     | Ізак ван дер Мерве Рік де Вуст         | 1-6 4-6        |
| 10. | 1 травня 2011     | Сарасота, США                | Ґрунт    | Алекс Кузнєцов     | Ешлі Фішер Стівен Хасс                 | 3-6 4-6        |
| 11. | 27 квітня 2014    | Саванна, США                 | Ґрунт    | Факундо Багніс     | Ілля Бозоляц Майкл Вінус               | 5-7 2-6        |